# Gastrophrynoides borneensis
Gastrophrynoides borneensis é uma espécie de anfíbio anuro da família Microhylidae. É a única espécie do género Gastrophrynoides.
Pode ser encontrada nos seguintes países: Malásia, possivelmente Brunei e possivelmente em Indonésia.
Os seus habitats naturais são florestas subtropicais ou tropicais húmidas de baixa altitude.
Está ameaçada por perda de habitat.